# Таунус
Таунус (на немски: Taunus) е нископланински масив в западната част на Германия, в провинции Рейнланд-Пфалц и Хесен, в югоизточния участък на Рейнските шистови планини. Разположен е североизточно от река Рейни нейните десни притоци Майн с десния си приток Нида на югоизток и изток и Лан на север. Дължината му от североизток на югозапад е 75 km, а ширината до 35 km. Площ около 2700 km². Максимална височина връх Гросер Фелдберг 879 m, издигащ се в централната му част (най-високата точка на Рейнските шистови планини. Изграден е предимно от кварцити. Релефът е платовиден с отделни издигащи се купули на древни вулкани, маари и други вулканични форми. Северните му склонове обърнати към долината на река Лан са по дълги и полегати, а южните – къси и стръмни, с множество минерални извори в подножията (курортите Висбаден, Бад Наухайм и др.). На север като леви притоци на Лан текат реките Ар, Емс, Вайл и др. Покрит е частично с дъбови и букови гори, а по южните му склонове се отглеждат лозя. В подножията му са разположени градовете Франкфурт на Майн, Буцбах, Фридберг, Бад Хомбург, Оберурзел, Бад Швалбах, Диц, Лимбург, Вецлар и много други.